# Nicrophorus hybridus
Nicrophorus hybridus är en skalbaggsart som beskrevs av Hatch och Angell 1925. Nicrophorus hybridus ingår i släktet Nicrophorus och familjen asbaggar. Inga underarter finns listade i Catalogue of Life.